# 20 cm Kanone (Eisenbahn)
20 cm Kanone (Eisenbahn) – niemieckie działo kolejowe z okresu II wojny światowej. 20 K. (E) miało łoże kolejowe i było zasilana amunicją składaną.
Powstało 8 dział tego kalibru pod oznaczeniem 20,3cm SK C/34. Pierwotnie miały one stanowić artylerię główną ciężkiego krążownika "Lützow" typu Admiral Hipper. Gdy kadłub okrętu w 1940r sprzedano ZSRR, postanowiono przerobić je na działa kolejowe. Wykorzystano w tym celu ośmioosiowe lawety kolejowe 210mm armat Peter Adalbert pochodzące jeszcze z czasów I wojny światowej. Ogółem powstały trzy baterie tych dział: 685 i 687 baterie artylerii kolejowej po dwie armaty każda oraz 532 bateria z 4 działami.